# Rudolf Tillmetz (Flötist)

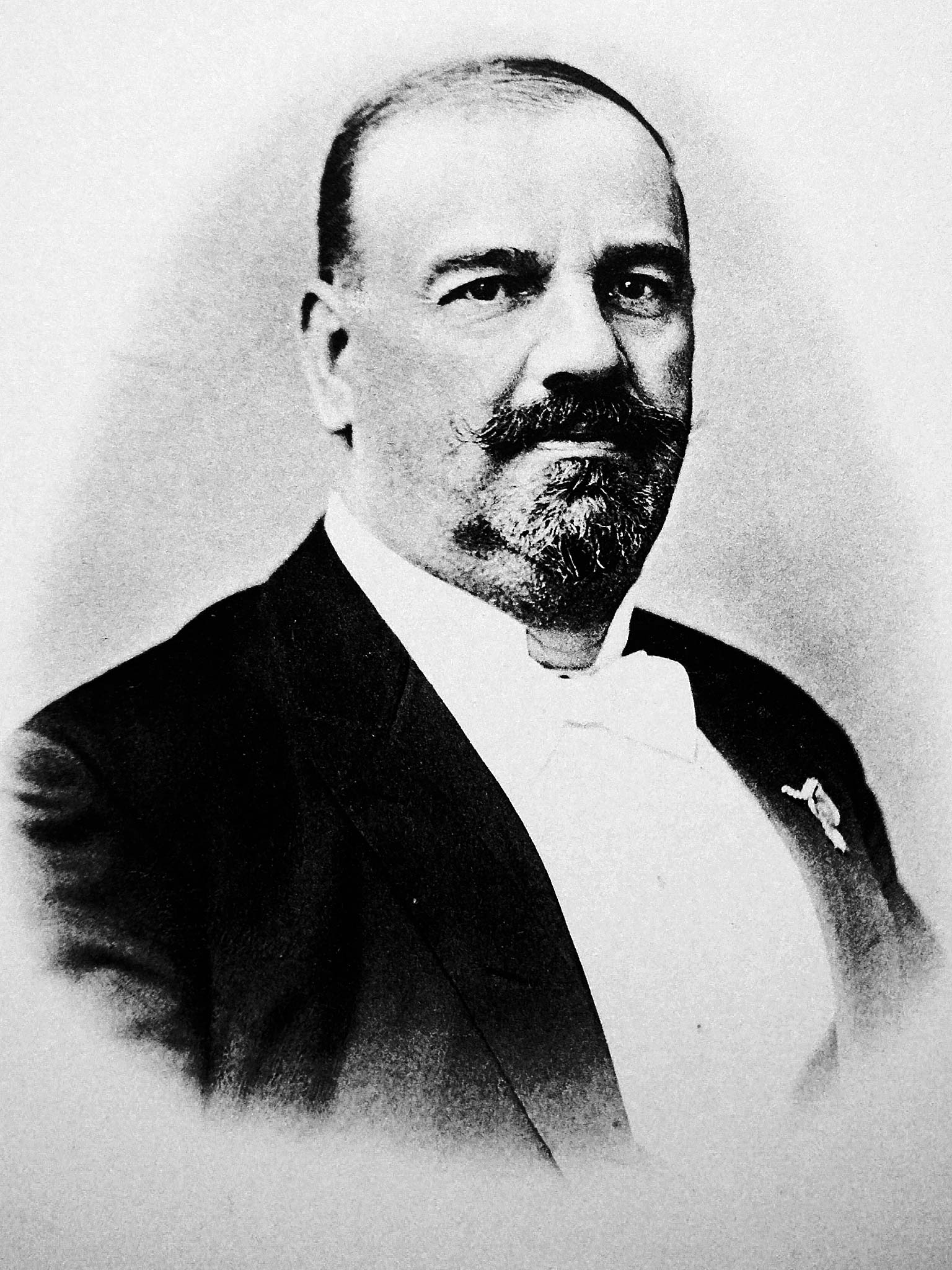
Rudolf Tillmetz

Rudolf Tillmetz (* 1. April 1847 in München, Königreich Bayern; † 25. Januar 1915 ebenda, auch Rudolph(e) Tillmetz genannt) war ein deutscher Flötenvirtuose, -Pädagoge und Komponist. Mit seinen Lehren und seinen technischen Schriften trug er wesentlich zu modernen Interpretationsideen auf der Flöte bei.

## Leben und Karriere
Bereits als Kind zeigte sich Rudolf als vielversprechender Musiker und erhielt eine musikalische Ausbildung von seinem Vater Franz Paul Tillmetz. Nachdem er Klavier bei Franz Barraga und Musiktheorie bei Otto Müller studiert hatte, wurde er Schüler von Theobald Böhm, der dem jungen Flötisten half, seine erfolgreiche Karriere aufzubauen.
Seinen ersten Auftritt hatte er als Elfjähriger 1858 in München. 1864 wurde er zum Ersten Flötesolist im Königlichen Bayerischen Opernorchester unter der Leitung von Franz Lachner ernannt. Nachdem er zwölf Jahre lang im Königlichen Bayerischen Kadettenkorps unterrichtet hatte, wurde er 1883 an die Königlich Bayerische Musikschule zum Flötenlehrer berufen. In dieser Zeit schuf er zahlreiche Werke für Solo-Flöte sowie Flöte mit Orchester. Besonders bekannt wurden seine Kadenzen für Mozarts Flötenkonzerte.
Schließlich wurde er  Direktor der Musikkammer von Prinz Ludwig Ferdinand von Bayern.

## Werke (Auswahl)
Für Solo-Flöte:
- 24 Studien, op. 12
- 26 Studien in allen Tonarten, op. 19
- Melodische leichtere Studien, op. 29

Für zwei Flöten (Duett):
- 28 Melodische Vortrags-Studien, op. 47
- 30 Übungen in Duettform, op. 52
- 12 Übungen über moderate Rhythmik, op. 54

Für Flöte und Klavier:
- Albumblatt, op. 8
- Phantasiestück, op. 9
- 6 leichte Tonstücke, op. 10
- Andante und Polonaise, op. 15
- Nocturno, Alpenreigen und Rondoletta pastorale, op. 17
- 6 Vortragsstücke, op. 28
- 6 Charakterstücke, op. 32
- Lyrische Stücke, op. 33
- Fantaisie pastorale roumaine, op. 34
- Kroatische Rhapsodie, op 56
- Bosnische Rhapsodie, op 57

Für Flöte und Orchester:
- Concert-Etude, op. 22
- Konzertstück, op. 23
- Ungarische Phantasie, op. 25

Für Flöte, Horn und Klavier:
- Nocturne, op. 31

Kadenzen zu Mozarts Flötenkonzerten:
- Flötenkonzert in G-Dur (KV 313/KV 285c)
- Flötenkonzert in D-Dur (KV 314/KV 285d)
- Andante in C-Dur (KV 315/KV 285e)

## Familie
Rudolf Tillmetz war der jüngere Bruder von Franz Tillmetz aus München, der 1876 mit einer Seilschaft zum ersten Mal der Weg durch das Höllental auf die Zugspitze beging, sowie der Onkel des Münchner Malers Rudolf Tillmetz (1880–1966).